# 李濡
李濡（：／，1645年—1721年），字子雨，號鹿川，朝鮮王朝中期文臣。本貫全州李氏，是廣平大君李璵的後代。
顯宗在位期間文科及第，歷任說書、假注書、司書、正言、文學、持平、校理、修撰、副修撰、副校理、問禮官、檢討官、侍讀官、獻納、吏曹左郎、應教、執義、副應教、司諫、參贊官、參議等官，後外調擔任慶尚道觀察使、江原道觀察使等職，修築北漢山城。以後擔任左副承旨、全羅道觀察使、大司諫、承旨、平安道觀察使、都承旨、大司諫、副司直、副提調、都承旨、大司憲、漢城府左尹、禮曹參判、戶曹判書、提調、刑曹判書、兵曹判書、吏曹判書等職。
李濡是當時的經世家，關心良役問題。他認為戶布論是不現實的，並予以批判。主張削減軍門、軍額，以漸進的方式改善軍布負擔，實現均一化。後歷任右議政、左議政、領議政職，及判中樞府事、領中樞府事。死後諡惠定，配享景宗廟廷。